# Coridorul Rin-Alpi
Coridorul Rin-Alpi este a șasea din cele nouă axe prioritare ale rețelei transeuropene de transport (TEN-T). Este o rețea feroviară și rutieră.

## Ruta
Coridorul este împărțit în șase secțiuni:
- Genova – Milano – Zürich – Basel
- Milano - Novara - Berna - Basel
- Basel - Strasbourg - Mannheim - Frankfurt - Köln
- Köln – Dusseldorf – Utrecht – Amsterdam
- Köln - Liège - Bruxelles - Gent - Bruges
- Liège - Anvers - Rotterdam